# 出家
出家（しゅっけ、巴: pabbajjā、梵: प्रव्रज्या pravrajyā） とは、師僧から正しい戒律である『沙弥戒』や『具足戒』を授かって世俗を離れ、家庭生活を捨て仏教コミュニティ（僧伽）に入ることである。落飾（らくしょく）ともいう。帰依する者（信者）の中では在家（Upāsaka; ざいけ）と対比される。対義語は還俗（げんぞく、“俗界に還る”の意）。
仏教教団において剃髪（ていはつ）して袈裟を被い、「正式に受戒（じゅかい）して入門した沙弥や沙弥尼」になることを言うが、その後、「具足戒を受けて正規の僧となった比丘や比丘尼」を呼ぶ場合にも使う。

## 解説
Sambādho'yaṃ gharāvāso rajassāyatanaṃ iti,

Abbhokāso va pabbajjā iti disvāna pabbaji.
この在家（gharāvāso）の生活は妨げで、塵のつもる場所である。

出家はひろびろとした野外である、と見て出家した。
—パーリ仏典, スッタニパータ 408., Sri Lanka Tripitaka Project

### 区別
仏教徒は、在家と出家者である僧とに大別できる。

#### 在家
在家者（優婆塞・優婆夷）には、三宝に帰依する「三帰依戒」と、「五戒」（六斎日には「八斎戒」）が授けられる。

#### 出家
それに対し出家者の場合、見習い僧（沙弥・沙弥尼）の段階では、「三帰依戒」と、「沙弥戒」・「沙弥尼戒」としての「十戒」等を授かって出家する。（沙弥尼の場合、その後、式叉摩那（正学女）という六法戒が課された二年の期間が設けられる。）
そして、20歳を越えてから、「具足戒」（波羅提木叉）が授けられ、この具足戒を授かることにより、正式な僧伽（僧団）の一員としての出家修行者（比丘・比丘尼）となる。

### 条項
具足戒の条項は数が多くかつ具体的であり、『四分律』では比丘は約250戒、比丘尼は約350戒にものぼる。釈迦を師とし出家修行を行うことはすなわちこの戒を守った修行スタイルを維持することに他ならない。また、戒を授かった修行者には目に見えない力である戒体が備わるとされる。

### 律蔵
具足戒や僧伽の運営方法は、仏典の律蔵に収められており、釈尊が制定したこれらは弟子が勝手に変更することはできない。

## 宗派別

### 上座部仏教

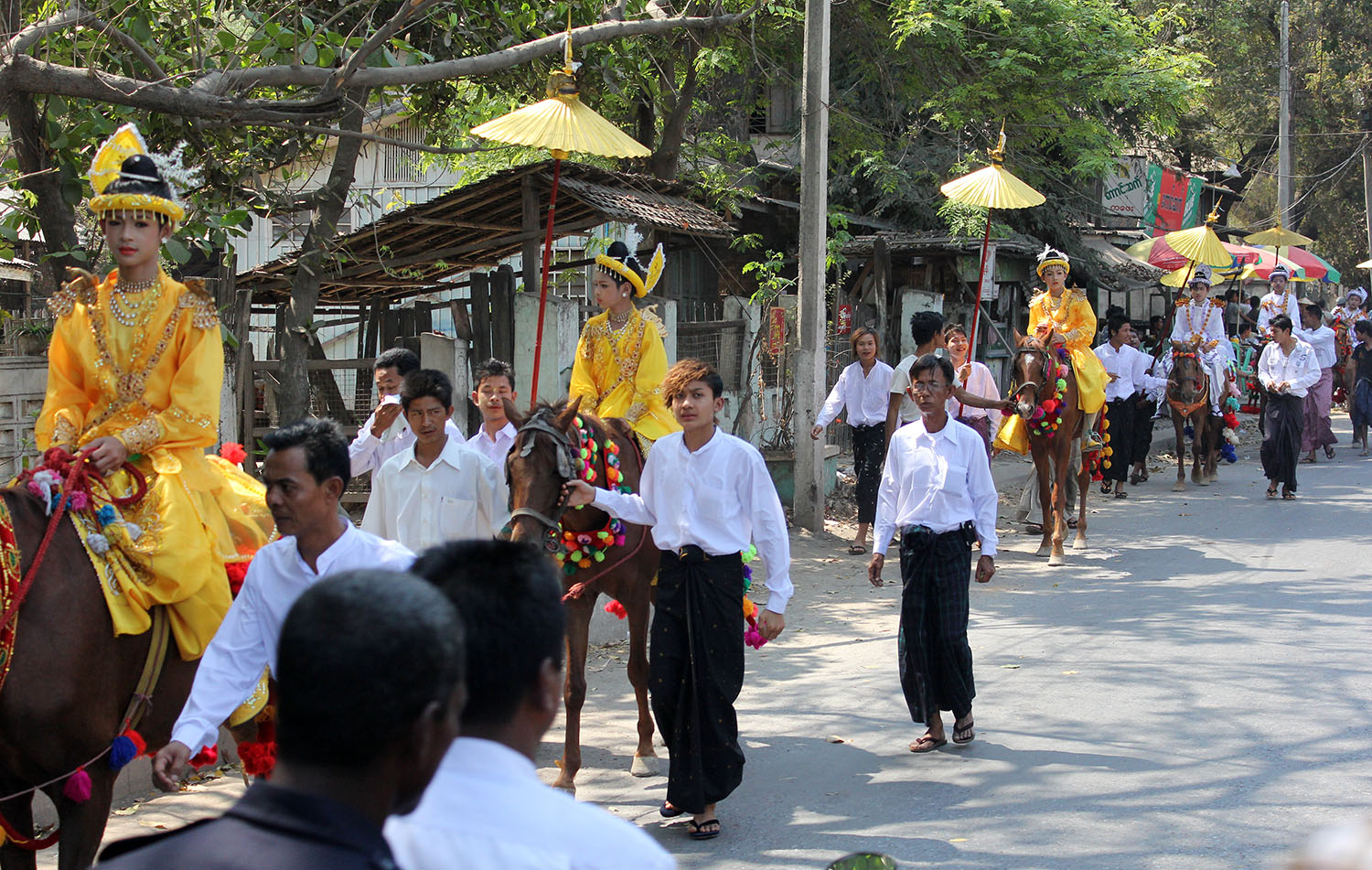
ミャンマーマンダレーの出家式（Shinbyu）

上記した出家の雛形は、初期仏教、部派仏教の時代を通じて継承され、現在でも上座部仏教では基本的に維持されている。

### 中国・日本（北伝仏教）
大乗仏教や密教が段階的に伝播してきた中国仏教では、律宗を除いては、全般的に部派仏教時代の具足戒が重視されることはなかった。加えて、『梵網経』に基づく菩薩戒なども作られ、日本仏教にも大きな影響を与えることになった。
日本には奈良時代に律宗の鑑真が『四分律』を伝え、具足戒に則った伝統的な僧伽・出家の制度が確立された。
しかし、中国から天台宗を伝えた最澄は、具足戒を小乗の戒として軽視し、『梵網経』の菩薩戒に基づく独自の大乗戒壇を比叡山に創設した。日本の天台宗や、そこから派生した日蓮宗などの宗派は、当初から他国のような僧伽（基本は20人以上の出家の僧侶からなる僧団）としての伝統をもたない。また、天台宗より派生した他の宗派や禅宗では、具足戒は概して重視されず、鎌倉時代には、叡尊に始まる真言律宗など一部を除き、正式な具足戒、及び伝統的な僧伽・出家制度は衰退・消滅した。この時期には浄土真宗のように教義上で公式に妻帯を認め開祖の子孫による世襲制を行った宗派も出現した。
江戸時代には真言宗では「正法律」を唱えた慈雲尊者、天台宗では天皇から師として仰がれた豪潮律師らの活躍により日本でも一時期、正式な出家の戒律と僧伽がごく一部では復活したが、広まりはなかった。
明治時代になると、明治5年4月25日公布の太政官布告第133号「僧侶肉食妻帯蓄髪等差許ノ事」にて、僧侶の妻帯・肉食等を公的に許可し、それが近代の文明開化の一環として好意的に受容されたことで、ますます在家と出家の区別は有名無実化した。さらには明治8年2月13日公布の平民苗字必称義務令によりすべての国民に苗字（名字・姓）を名乗ることが義務付けられ、僧侶も例外とされなかったので、日本の僧侶は出家の身でありながら俗姓を戒名の上に付けて名乗る（たとえば朝比奈宗源・高田好胤など）ことになった。
なお、現在の日本では第二次世界大戦の影響もあって、それ以降は破戒僧という言葉も死語となり、「仏教としての僧侶」における立場よりも、釈尊の教えや仏教の戒律からは逸脱した葬式仏教に由来する、個人の信仰によらない「職業（さらには家業）としての僧侶」が定着した。一応は剃髪した僧侶が多いとされるが、浄土真宗を先例として中には剃髪せず、ごく一般的な髪型をしている者も数多く存在する。

### チベット仏教
チベット仏教では、大乗仏教・密教が混合しているとはいえ、アティーシャによって戒律復興運動がなされた結果、具足戒を経る僧伽・出家制度は、現在も多くの宗派で維持されている。